# 河东书院藏书楼
河东书院藏书楼位于中国山西省运城市盐湖区市区西北5公里大渠街道办事处后院。
河东书院建于明正德九年（1514年），由盐运使司创建，接纳盐商子弟入学就读，原占地30余亩。民国时期改为中学，抗战期间停办，并被焚毁，仅存藏书楼。这是一座两层的砖石建筑。高近7米，底层面积81平方米。
2021年8月4日，河东书院藏书楼公布为第六批山西省文物保护单位。